# Lucky Day
Pour plus de détails, voir Fiche technique et Distribution.
Lucky Day ou Jour de chance au Québec est un film canado-français réalisé par Roger Avary, sorti en 2019. Il s'agit du premier long métrage de Roger Avary comme réalisateur depuis Glitterati (2004).

## Synopsis
Red sort enfin de prison, après avoir été condamné à deux ans pour un braquage de banque dans lequel son complice est mort. À sa sortie, Red retrouve sa femme Chloé et leur fille Beatrice. Son officier de probation, Ernesto Sanchez, surveille ses moindres faits et gestes et attend le premier faux-pas. Mais surtout Luc, frère de son ancien complice et tueur à gages psychopathe, veut à tout prix se venger de lui.

## Fiche technique
Sauf indication contraire, les informations mentionnées dans cette section peuvent être confirmées par la base de données cinématographiques IMDb,  présente dans la section « Liens externes ».
- Titre original : Lucky Day
- Titre québécois : Jour de chance
- Réalisation et scénario : Roger Avary
- Direction artistique : Joel Richardson
- Décors : Aidan Leroux
- Costumes : Brenda Shenher
- Photographie : Brendan Steacy
- Montage : Sylvie Landra
- Musique : Tomandandy
- Production : Don Carmody et Samuel Hadida

Producteurs délégués : Gala Avary et Victor Hadida
Productrice associée : Sylvie Landra
- Sociétés de production : Davis-Films, Avary et Don Carmody Productions
- Société de distribution : Metropolitan Filmexport (France)
- Budget : 5,6 millions USD
- Pays d'origine :  Canada,  France
- Langue originale : anglais
- Format : couleur
- Genre : thriller, action, policier
- Durée : 99 minutes
- Dates de sortie[4] :
  -  France : 18 septembre 2019[5]

## Distribution
- Luke Bracey (VF : Damien Ferrette ; VQ : Jean-François Beaupré) : Red
- Nina Dobrev (VF : Kelly Marot ; VQ : Amélie Bonenfant) : Chloé
- Crispin Glover (VF : Yann Guillemot ; VQ : François Sasseville) : Luc Chaltiel
- Ella Ryan Quinn (VF : Maryne Bertieaux ; VQ : Alice Déry) : Beatrice
- Clé Bennett (VF : Jean-Baptiste Anoumon ; VQ : Louis-Philippe Dandenault) : Leroy
- Clifton Collins Jr. (VF : Vincent Ropion ; VQ : Hugolin Chevrette) : DPO Ernesto Sanchez
- David Hewlett (VF : Emmanuel Curtil ; VQ : Daniel Picard) : Derrek Blarney
- Nadia Farès (VF : elle-même ; VQ : Viviane Pacal) : Lolita
- Tomer Sisley (VF : lui-même ; VQ : Jean-Jacques Lamothe) : Jean-Jacques
- Mark Dacascos (VF : Jean-Philippe Puymartin) : Louis
- Josie Ho (VF : Nathalie Homs) : Mme Kok
- Scott Faulconbridge : officier McClane

 Source et légende : version québécoise (VQ) sur Doublage.qc.ca
Source Doublage Français : Panneau film

## Production

### Genèse et développement
Ce film marque le retour à la réalisation de Roger Avary, après Glitterati (2004). Sa carrière avait été interrompue à la suite d'un accident de la route survenu en 2008 alors qu'il était en état d'ivresse et qui avait causé la mort d'une personne présente dans son véhicule. Il avait alors été condamné à un an de prison,.
Lucky Day est initialement le titre de la suite de Killing Zoe, le premier long métrage de Roger Avary sorti en 1994. Cette suite devait montrer Zed et Zoe, en cavale à travers la France et Monaco, qui croisent la route du redoutable frère d'Eric. Le projet traine plusieurs années. Lorsque le producteur Samuel Hadida parvient à le lancer, Roger Avary décide de réécrire le script en prenant en compte ses expériences passées. Le personnage principal devient alors un ancien détenu et le duo Zed/Zoe devient Red/Chloe. Roger Avary considère cependant que Lucky Day est la suite spirituelle de Killing Zoe.
Roger Avary décrit son film comme un hommage au réalisateur anglais Tony Scott décédé en 2012 : « Tony est décédé et avec ce film, nous sommes restés fidèles à son esprit et nous nous sommes replongés dans ce qu'il faisait courant 90 ».
Il s'agit de l'un des derniers projets du producteur français Samuel Hadida. Il avait déjà produit plusieurs films du réalisateur comme Killing Zoe (1994), Les Lois de l'attraction (2002) mais également True Romance de Tony Scott (en partie réécrit par Roger Avary).

### Distribution des rôles
Nina Dobrev est annoncée dans l'un des rôles principaux en septembre 2017. Jean Dujardin a été un temps annoncé dans le rôle de Luc Chaltiel.
En octobre 2017, les acteurs français Nadia Farès et Tomer Sisley rejoignent la distribution.

### Tournage
Le tournage débute le 18 septembre 2017. Il a lieu à Toronto.

### Musique
La musique du film est composée par le duo Tomandandy, qui avait déjà œuvré sur d'autres films de Roger Avary.

## Accueil

### Critique
Le film n'est pas très apprécié par la critique en général et reçoit une moyenne de 2,4/5 sur AlloCiné.
Théo Ribeton des Inrockuptibles propose une critique négative dans laquelle il écrit notamment « L’ex-cinéaste culte Roger Avary patauge dans la série Z, non sans une certaine rage ».
Dans Le Parisien, Michel Valentin souligne la prestation de Nina Dobrev mais n'apprécie pas le film « La jolie Nina Dobrev, star de la série télé Vampire Diaries, se démène comme elle peut, mais son abattage ne suffit pas à sauver le film, pas inintéressant, mais qui veut tellement se la jouer Tarantino que ça en devient gênant ».
Le site FilmDeCulte écrit notamment « Trop daté et surtout arrivé trop tard, Lucky Day concentre dans sa diégèse les stéréotypes du thriller de rédemption fun, avec un timing comique qui a rarement été autant raté ». Sur le site à voir/à lire, on peut notamment lire « A défaut d’originalité, le synopsis s’appuie sur deux éléments : son casting rafraîchissant et ses références perpétuelles à la France ; pays qui plaît décidément beaucoup à Roger Avary ».
Le site Culturopoing écrit une critique plutôt positive dans laquelle on peut notamment lire « Lucky day est avant tout un film hors du temps, renouant avec la série B dans ce qu’elle a de meilleur, un noble divertissement. Filmé comme un comics sous speed, pop et rythmé, ses dialogues drôles et enlevés, emportent le morceau ».
Le Point apprécie beaucoup ce film et dit même « La vie de l'ex-grand copain de Tarantino est digne d'un film hollywoodien : gloire, prison et rédemption avec son nouveau film, pop, burlesque et sauvage. ».

### Box-office
Le film est un échec commercial cuisant puisqu’il n’a rapporté que 52 369 $ au box-office mondial alors que son budget est de  5 600 000 $
| Pays ou région    | Box-office    | Date d'arrêt du box-office | Nombre de semaines |
| ----------------- | ------------- | -------------------------- | ------------------ |
| États-Unis Canada | 29 832 $      | 1er octobre 2019           | 2                  |
| France            | 6 533 entrées | -                          | 2                  |
| Total mondial     | 52 369 $      | -                          | -                  |